# Podul Decebal (Timișoara)

Die Brücke kurz nach ihrer Fertigstellung

Podul Decebal (2002)

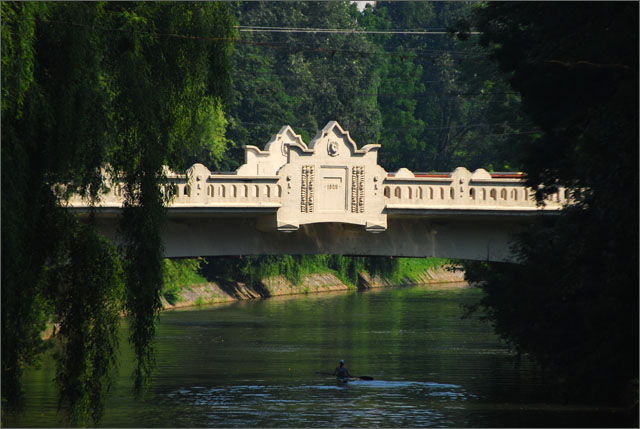
Sicht von der Bega (2009), mittig eingemeißelt das Fertigstellungsjahr 1909

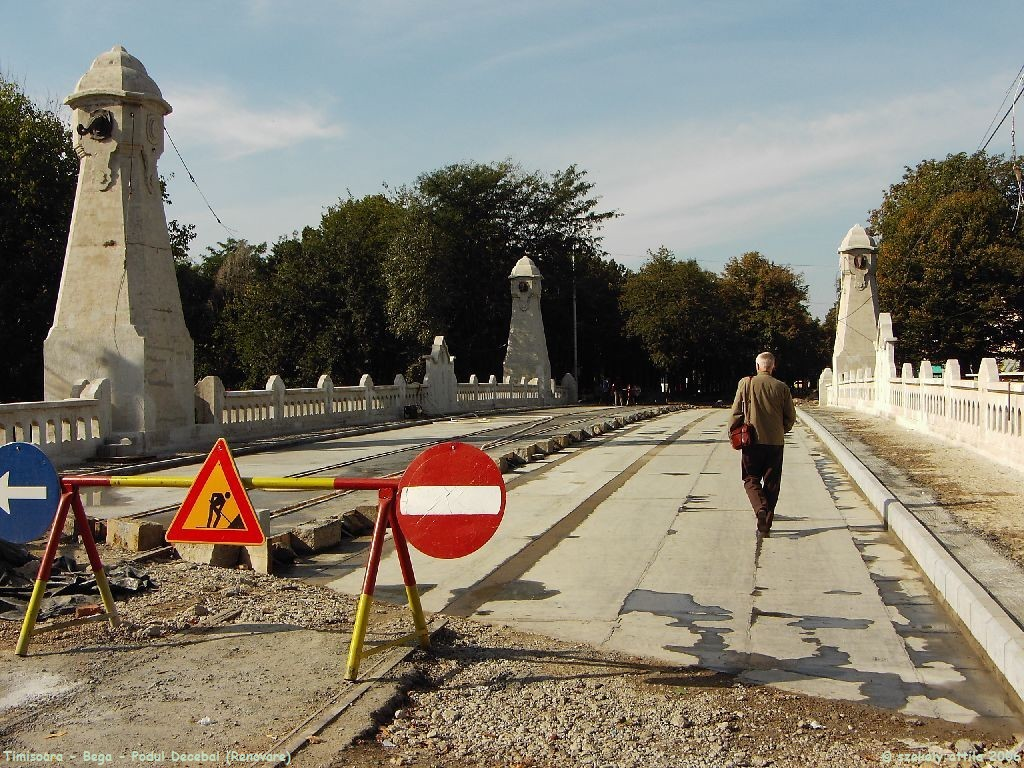
August 2006: Totalsperrung zwecks Erneuerung der Straßenbahngleise

Podul Decebal (deutsch Decebalbrücke, volkstümlich Neptunbrücke) ist der Name einer Brücke in der westrumänischen Stadt Timișoara (deutsch: Temeswar). Sie überquert die Bega und ist eine der drei Brücken im II. Bezirk Fabric. Diesen verbindet sie mit dem Innenstadtbezirk Cetate. Der östliche Brückenkopf liegt zwischen dem Neptunbad und dem Eingang zum Volkspark (rumänisch Parcul Poporului). Namenspate war der Dakerkönig Decebalus.

## Vorgeschichte
Die Bega hatte in der Fabrikstadt früher mehrere Arme, auf denen eine große Anzahl von Wassermühlen in Betrieb war. Zur besseren Nutzung der Wasserkraft beschloss der Stadtrat 1902 die Errichtung des Wasserkraftwerks Timișoara und die gleichzeitige Schließung der Wassermühlen. Der Systematisierungsplan von 1901 bis 1903 des Ingenieurs László Szesztay sah die Begradigung der Bega auf einer Länge von 2,4 Kilometern vor. Auf dieser Strecke wurden drei neue Brücken gebaut: am heutigen Piața Sarmisegetuza, am heutigen Piața Badea Cârțan und die hier behandelte Brücke beim späteren Neptunbad.
Der Bau der Brücken wurde öffentlich ausgeschrieben. Es gingen 14 Bewerbungen von Firmen aus Budapest, Timișoara und Arad ein. Den Zuschlag für die Decebalbrücke erhielt die Budapester Firma Melocco Péter. Die Brücke wurde 1909 fertiggestellt, die Straßenbahn Timișoara benutzt sie seit dem 5. August gleichen Jahres.

## Bau
Die Konstruktion der Decebalbrücke geht auf Győző Mihailich (* 1877 in Rekasch; † 1966 in Budapest) zurück, der an der Technischen Universität in Budapest studiert hatte und sich anschließend durch den Bau von Betonbrücken einen Namen gemacht hatte.
Ausführender Architekt war Albert Kálmán Körössy (* 1869 in Szeged; † 1955 in Budapest), der an der Technischen Universität in Budapest und an der École des Beaux-Arts in Paris und in München studiert hatte.
Die Brücke wurde 1910 auf der Internationalen Ausstellung in Paris mit einem Ehrendiplom ausgezeichnet. Mit einer Länge von 195 Metern und einer Breite von neun Metern war die Decebalbrücke bei ihrer Fertigstellung die größte Betonbrücke Europas.

## Namen der Brücke
Zu Zeiten des Königreichs Ungarn hieß die Brücke zunächst Liget-úti híd. Namensgebend war hierbei die angrenzende Straße Liget-út, deutsch Parkstraße. Seltener verwendete Alternativbezeichnungen zu ungarischer Zeit waren Korona híd bei der ungarischen Bevölkerung und Park-Brücke bei der deutschen Bevölkerung.
Nachdem Timișoara 1919 an Rumänien gefallen war, hieß die Brücke in der Zwischenkriegszeit Podul de pe Aleea Parcului, übersetzt Parkalleebrücke. Dieser Name war wiederum abgeleitet von der angrenzenden Straße Aleea Parcului, der vormaligen Liget-út.
Nachdem die Aleea Parcului einige Jahre später in Bulevardul Regina Maria umbenannt wurde, hieß die Brücke analog dazu Podul Regina Maria. Namenspatin war hierbei Marie von Edinburgh, die von 1914 bis 1938 rumänische Königin war.
Die heutige offizielle Bezeichnung Podul Decebal, deutsch Decebalbrücke, wurde schließlich nach dem Zweiten Weltkrieg eingeführt. Eine alternative umgangssprachliche Bezeichnung ist Podul Neptun, deutsch Neptunbrücke. Diese ist von der Lage am Neptunbad beziehungsweise Neptunpalais abgeleitet.

## Trivia
Während der Rumänischen Revolution 1989 eröffneten an der Decebal-Brücke am 17. Dezember nach 17 Uhr Sicherheitskräfte das Feuer auf Demonstranten. In den nächsten Stunden kam es zu 65 Toten und fast 200 Verletzten.